# Iekaterina Lavrova
Iekaterina Lavrova (en russe : Екатерина Лаврова) est une ancienne joueuse de volley-ball russe née le 4 novembre 1992 à Penza. Elle mesure 1,81 m et jouait au poste de réceptionneuse-attaquante. Elle a totalisé 9 sélections en équipe de Russie.

## Clubs
| Club                  | De        | À         |
| --------------------- | --------- | --------- |
| Rostok Penza          | 2009-2010 | 2011-2012 |
| Sparta Nijni Novgorod | 2012-2013 | 2012-2013 |
| JVK Sakhaline         | 2013-2014 | 2013-2014 |